# Sistemas de puntuación de Fórmula 1
| Fórmula 1 Mundial de Pilotos • Mundial de Constructores Grandes Premios • Circuitos • Pilotos • Motores • Reglamentación • Puntuaciones • Neumáticos Historia Antecedentes • 1950-1999 • 2000- Récords • Récords de pilotos |
| Portal:Fórmula 1 |

Estos han sido los sistemas de puntuación utilizados por la Fédération Internationale de l'Automobile para determinar el Campeonato Mundial de Pilotos desde la temporada 1950 y el Campeonato Mundial de Constructores desde la temporada 1958. Los campeonatos se otorgan al piloto y constructor que acumulen más puntos del campeonato a través de la temporada, basados en los resultados oficiales de los Grandes Premios de Fórmula 1.
En algunas temporadas solo se consideraba para el campeonato un cierto número de los mejores resultados de un piloto, y los demás se descartaban. Esto fue determinante en la temporada 1988, cuando dominaron los pilotos Alain Prost y Ayrton Senna de McLaren. Prost terminó 7 carreras en primer lugar y 7 en segundo, totalizando 14 podios, mientras Senna ganó 8 carreras y llegó segundo en solamente 3, con un total de 11 podios. No obstante, debido a la victoria extra y al sistema de descartes, Senna aventajó en puntos a Prost y ganó el título de pilotos. Eso motivó que en 1991 se dejara de descartar resultados.
El sistema usado desde la temporada 2003 hasta la 2009, ambas inclusive, tenía una escala de puntos muy lineal, privilegiando la consistencia al reducir la diferencia de puntos entre posiciones. Además, la ampliación de seis a ocho posiciones de puntos permitió a más equipos y pilotos puntuar regularmente.
A partir de la temporada 2010, el sistema permite puntuar a los 10 primeros clasificados, con una escala más progresiva que la anterior, para fomentar la lucha de posiciones de punta. Otorga 25 puntos al primer clasificado, 18 al segundo, 15 al tercero, 12 al cuarto, 10 al quinto, 8 al sexto, 6 al séptimo, 4 al octavo, 2 al noveno y 1 al décimo clasificado.
Desde 2019, y al igual que desde 1950 hasta 1959, se otorga un punto al piloto de entre los diez primeros clasificados que consiga la vuelta rápida.
El piloto campeón más dominante en términos de puntos obtenidos es Jim Clark, quien obtuvo el máximo de 54 puntos (6 victorias) en las temporadas de 1963 y 1965. Más recientemente, Michael Schumacher terminó en el podio en todas las carreras de 2002 para obtener 144 de un máximo de 170 puntos.
El constructor campeón más dominante en época reciente fue McLaren en 1988, acumulando 199 de un máximo de 240 y terminando 134 puntos por encima de su rival más cercano.

## Sistemas de puntuación
| Años      | 1.º | 2.º | 3.º | 4.º | 5.º | 6.º | 7.º | 8.º | 9.º | 10.º | VR | MRE                                          | Notas         |
| --------- | --- | --- | --- | --- | --- | --- | --- | --- | --- | ---- | -- | -------------------------------------------- | ------------- |
| 1950-1953 | 8   | 6   | 4   | 3   | 2   |     |     |     |     |      | 1  | 4                                            | 1, 2          |
| 1954      | 8   | 6   | 4   | 3   | 2   |     |     |     |     |      | 1  | 5                                            | 1, 2          |
| 1955-1957 | 8   | 6   | 4   | 3   | 2   |     |     |     |     |      | 1  | 5                                            | 1, 3, 4, 5, 6 |
| 1958      | 8   | 6   | 4   | 3   | 2   |     |     |     |     |      | 1  | 6                                            | 5, 7, 8       |
| 1959      | 8   | 6   | 4   | 3   | 2   |     |     |     |     |      | 1  | 5                                            |               |
| 1960      | 8   | 6   | 4   | 3   | 2   | 1   |     |     |     |      |    | 6                                            |               |
| 1961-1962 | 9   | 6   | 4   | 3   | 2   | 1   |     |     |     |      |    | 5                                            |               |
| 1963-1964 | 9   | 6   | 4   | 3   | 2   | 1   |     |     |     |      |    | 6                                            |               |
| 1965      | 9   | 6   | 4   | 3   | 2   | 1   |     |     |     |      |    | 6                                            | 9             |
| 1966      | 9   | 6   | 4   | 3   | 2   | 1   |     |     |     |      |    | 5                                            | 10, 11        |
| 1967      | 9   | 6   | 4   | 3   | 2   | 1   |     |     |     |      |    | 9 (5 de los primeros 6, 4 de los últimos 5)  | 10, 12        |
| 1968      | 9   | 6   | 4   | 3   | 2   | 1   |     |     |     |      |    | 10 (5 de los primeros 6, 5 de los últimos 6) |               |
| 1969      | 9   | 6   | 4   | 3   | 2   | 1   |     |     |     |      |    | 9 (5 de los primeros 6, 4 de los últimos 5)  | 9, 13         |
| 1970      | 9   | 6   | 4   | 3   | 2   | 1   |     |     |     |      |    | 11 (6 de los primeros 7, 5 de los últimos 6) | 9             |
| 1971      | 9   | 6   | 4   | 3   | 2   | 1   |     |     |     |      |    | 9 (5 de los primeros 6, 4 de los últimos 5)  | 9             |
| 1972      | 9   | 6   | 4   | 3   | 2   | 1   |     |     |     |      |    | 10 (5 de los primeros 6, 5 de los últimos 6) | 9             |
| 1973-1974 | 9   | 6   | 4   | 3   | 2   | 1   |     |     |     |      |    | 13 (7 de los primeros 8, 6 de los últimos 7) | 9             |
| 1975      | 9   | 6   | 4   | 3   | 2   | 1   |     |     |     |      |    | 12 (7 de los primeros 8, 5 de los últimos 6) | 9             |
| 1976-1978 | 9   | 6   | 4   | 3   | 2   | 1   |     |     |     |      |    | 14 (7 de los primeros 8, 7 de los últimos 8) | 9             |
| 1979-1980 | 9   | 6   | 4   | 3   | 2   | 1   |     |     |     |      |    | 8 (4 de los primeros 7, 4 de los últimos 8)  | 14            |
| 1981-1990 | 9   | 6   | 4   | 3   | 2   | 1   |     |     |     |      |    | 11                                           | 14            |
| 1991-2002 | 10  | 6   | 4   | 3   | 2   | 1   |     |     |     |      |    | Todos                                        | 14            |
| 2003-2009 | 10  | 8   | 6   | 5   | 4   | 3   | 2   | 1   |     |      |    | Todos                                        |               |
| 2010-2018 | 25  | 18  | 15  | 12  | 10  | 8   | 6   | 4   | 2   | 1    |    | Todos                                        | 15            |
| 2019-2024 | 25  | 18  | 15  | 12  | 10  | 8   | 6   | 4   | 2   | 1    | 1  | Todos                                        | 16            |
| 2025-     | 25  | 18  | 15  | 12  | 10  | 8   | 6   | 4   | 2   | 1    |    | Todos                                        |               |
| Años      | 1.º | 2.º | 3.º | 4.º | 5.º | 6.º | 7.º | 8.º | 9.º | 10.º | VR | MRE                                          | Notas         |